# Oreoneta frigida
Oreoneta frigida is een spinnensoort in de taxonomische indeling van de hangmatspinnen (Linyphiidae).
Het dier behoort tot het geslacht Oreoneta. De wetenschappelijke naam van de soort werd voor het eerst geldig gepubliceerd in 1872 door Tord Tamerlan Teodor Thorell.